# Fontenelle-en-Brie
Fontenelle-en-Brie és un municipi francès situat al departament de l'Aisne i a la regió dels Alts de França. L'any 2007 tenia 181 habitants.

## Demografia

### Població
El 2007 la població de fet de Fontenelle-en-Brie era de 181 persones. Hi havia 70 famílies de les quals 16 eren unipersonals (4 homes vivint sols i 12 dones vivint soles), 21 parelles sense fills, 21 parelles amb fills i 12 famílies monoparentals amb fills.
La població ha evolucionat segons el següent gràfic:
Habitants censats

### Habitatges
El 2007 hi havia 98 habitatges, 76 eren l'habitatge principal de la família, 17 eren segones residències i 5 estaven desocupats. 94 eren cases i 1 era un apartament. Dels 76 habitatges principals, 67 estaven ocupats pels seus propietaris, 8 estaven llogats i ocupats pels llogaters i 1 estava cedit a títol gratuït; 1 tenia una cambra, 4 en tenien dues, 13 en tenien tres, 21 en tenien quatre i 37 en tenien cinc o més. 62 habitatges disposaven pel capbaix d'una plaça de pàrquing. A 40 habitatges hi havia un automòbil i a 30 n'hi havia dos o més.

### Piràmide de població
La piràmide de població per edats i sexe el 2009 era:
| Homes | Edats   | Dones |
| ----- | ------- | ----- |
| 0     | 95 o +  | 0     |
| 0     | 90 a 94 | 0     |
| 0     | 85 a 89 | 0     |
| 4     | 80 a 84 | 0     |
| 4     | 75 a 79 | 4     |
| 0     | 70 a 74 | 4     |
| 0     | 65 a 69 | 8     |
| 8     | 60 a 64 | 8     |
| 0     | 55 a 59 | 8     |
| 4     | 50 a 54 | 0     |
| 8     | 45 a 49 | 4     |
| 8     | 40 a 44 | 4     |
| 12    | 35 a 39 | 8     |
| 4     | 30 a 34 | 12    |
| 4     | 25 a 29 | 0     |
| 0     | 20 a 24 | 0     |
| 4     | 15 a 19 | 12    |
| 4     | 10 a 14 | 8     |
| 0     | 5 a 9   | 0     |
| 4     | 0 a 4   | 0     |

## Economia
El 2007 la població en edat de treballar era de 118 persones, 89 eren actives i 29 eren inactives. De les 89 persones actives 85 estaven ocupades (47 homes i 38 dones) i 4 estaven aturades (2 homes i 2 dones). De les 29 persones inactives 10 estaven jubilades, 9 estaven estudiant i 10 estaven classificades com a «altres inactius».

### Ingressos
El 2009 a Fontenelle-en-Brie hi havia 79 unitats fiscals que integraven 205 persones, la mediana anual d'ingressos fiscals per persona era de 18.111 €.

### Activitats econòmiques
Dels 10 establiments que hi havia el 2007, 4 eren d'empreses de construcció, 3 d'empreses de comerç i reparació d'automòbils, 1 d'una empresa de transport i 2 d'empreses de serveis.
Dels 4 establiments de servei als particulars que hi havia el 2009, 1 era un paleta, 1 fusteria, 1 lampisteria i 1 electricista.
L'any 2000 a Fontenelle-en-Brie hi havia 9 explotacions agrícoles.

## Poblacions més properes
El següent diagrama mostra les poblacions més properes.